# Episema unicolorferruginea
Episema unicolorferruginea är en fjärilsart som beskrevs av Wagner. Episema unicolorferruginea ingår i släktet Episema och familjen nattflyn. Inga underarter finns listade i Catalogue of Life.